# Castello degli Ezzelini (Bassano del Grappa)
Il castello degli Ezzelini o castello superiore è una fortificazione medioevale presente nel comune di Bassano del Grappa.

## Storia

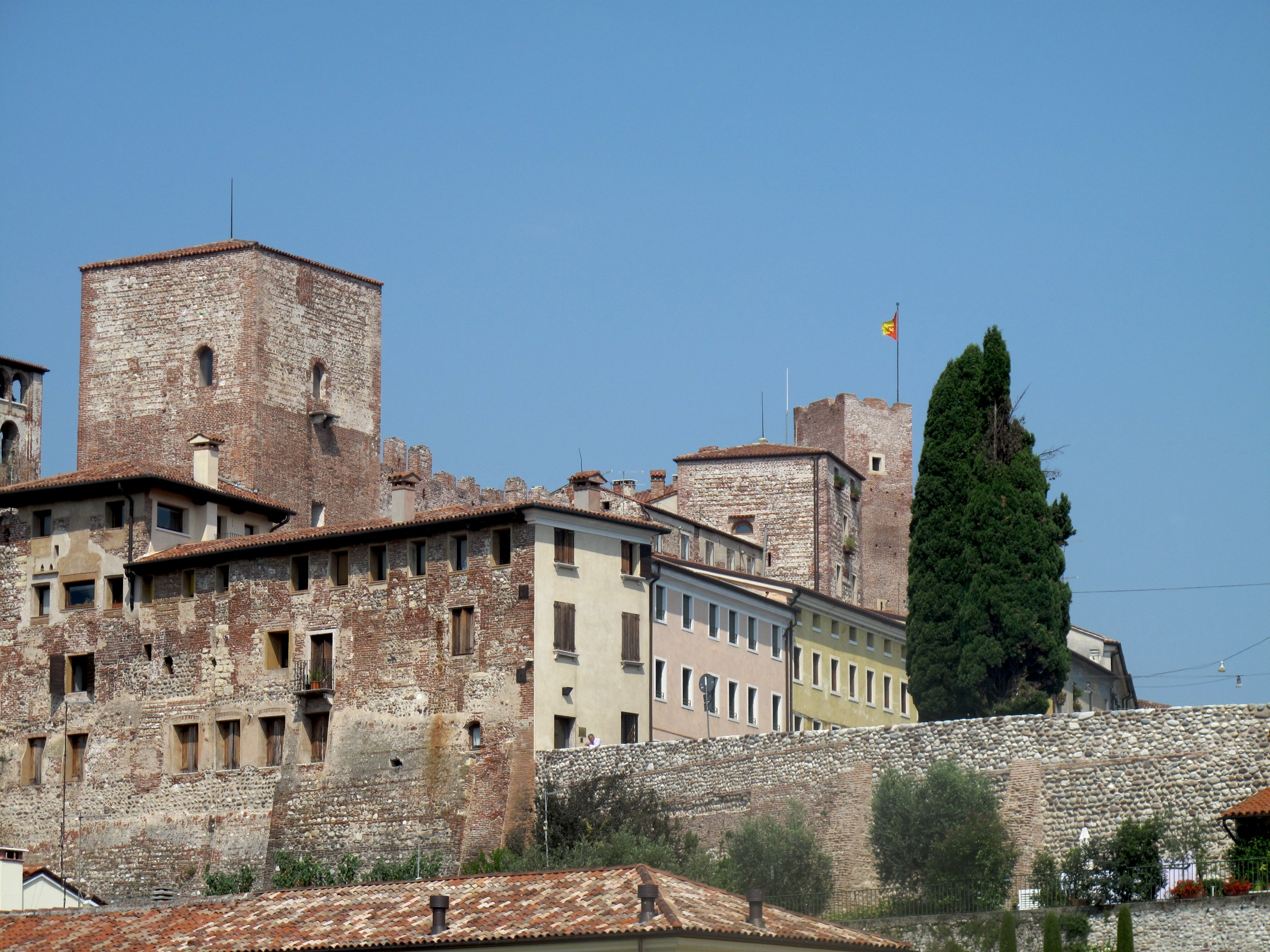
Vista parziale del lato meridionale del castello

La storia del castello degli Ezzelini è decisamente lunga, paragonabile a quella della maggior parte del manufatti militari che sin dai tempi più antichi venivano posti a guardia di punti strategici del territorio. Bisogna risalire addirittura ai tempi pre-romani per indagare la storia di questo edificio, anche se le strutture murarie che è possibile ammirare ancora oggi sono dei primi decenni del XII secolo. La costruzione del castello è da inquadrare nelle prime fortificazioni difensive sorte attorno alla Chiesa di Santa Maria, come testimonia un documento risalente all'anno 998 con un documento che certifica l’esistenza della “Chiesa di Santa Maria, situata in Margnano, non molto lontano dalla riva del fiume chiamato Brenta…”. La chiesa in particolare era sorta sul colle più alto assieme a strutture fortificate poste in opera a scopo difensivo e di rifugio di popolo, beni e derrate. Le strutture più antiche del castello ancora visibili risalenti al XII-XIII secolo, periodo in cui venne costruito il muro di cinta a nord e la torre dell'Ortazzo, comprendono le parti inferiori di torri e murature (identificabili per la formazione dei muri in ciottoli del fiume Brenta, pietre calcaree e laterizi). La piazza antistante era luogo di mercato e di adunanze.
Nella seconda metà del XII secolo il vescovo di Vicenza, cui il castello apparteneva, lo donò a Ezzelino I, capostipite di quella che fu la potente famiglia degli Ezzelini. Nella prima opera di Giuseppe Verdi, "Oberto, Conte di San Bonifacio”, l’azione si svolge a Bassano del Grappa nel castello di Ezzelino e sue vicinanze nell'anno 1228; il protagonista è un personaggio illustre della nobile famiglia veronese dei Sambonifacio.
Il castello fu operativo durante le dominazioni degli Scaligeri (1311-1387), dei Visconti (1387-1404) e infine della Repubblica di Venezia dopo la dedizione  alla Repubblica di Venezia del 10 giugno 1404.
Storicamente è considerato, fra i castelli europei, uno dei più inespugnabili. Nel 1411 - durante la guerra tra la Repubblica di Venezia e il Regno d'Ungheria - le sue fortificazioni resistettero agli attacchi delle prime bombarde messe in campo dalle truppe dell'imperatore Sigismondo di Lussemburgo che devastavano il territorio; caddero invece sotto l'urto degli eserciti di Massimiliano I d'Asburgo, durante la guerra della Lega di Cambrai nel 1508. dopo di che venne dismesso e l'abbandono della funzione militare favorì lo sviluppo di attività commerciali e artigianali nella città di Bassano all'interno delle mura.

## Descrizione

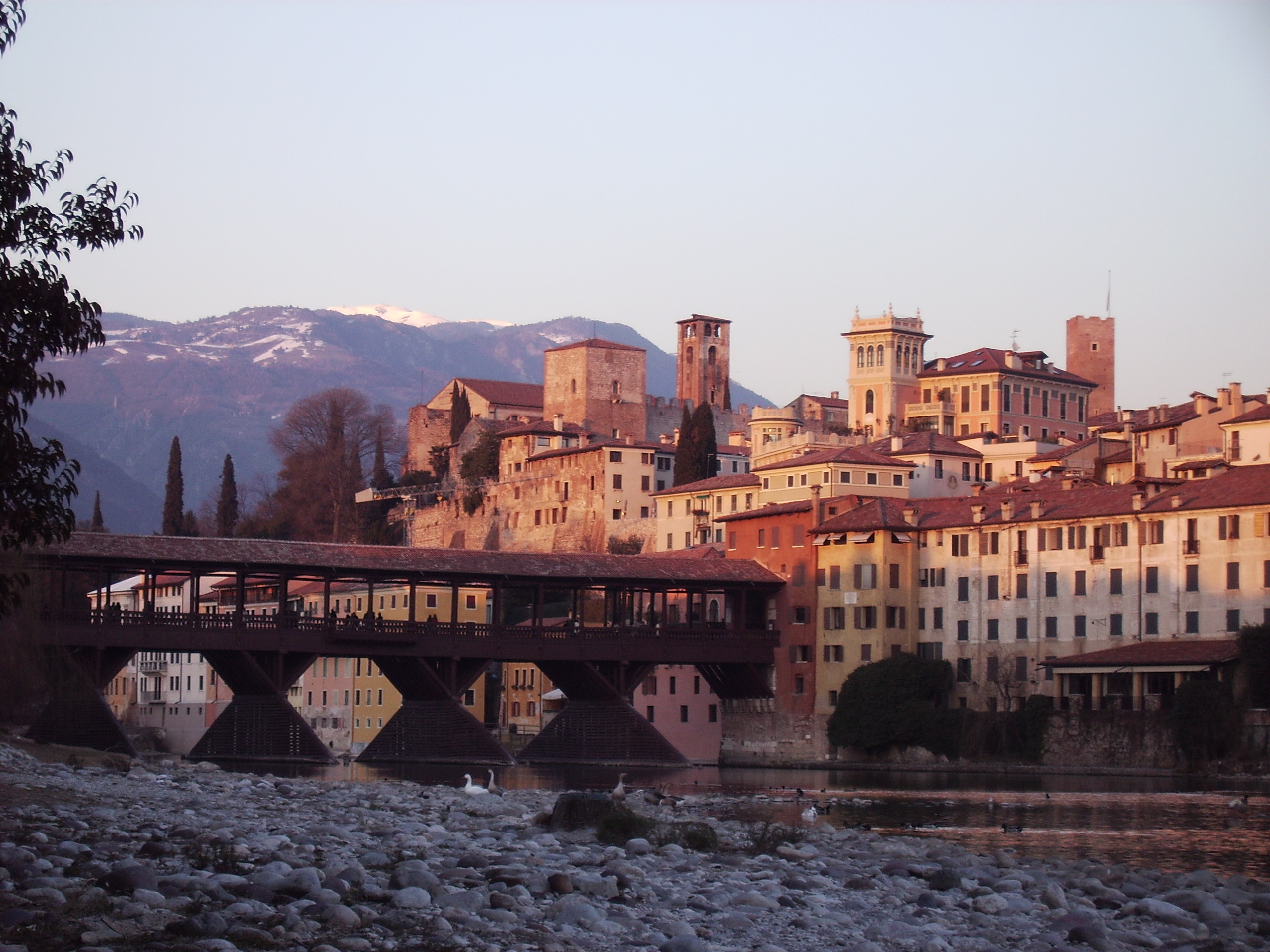
La fortificazione (verso lo sfondo) inserita nel centro storico cittadino

All'ingresso, l'imponente Torre Bolzonella (oggi chiamata di Ser Ivano - masnadiere di Ezzelino III) è alta circa 30 metri ed era una 'macchina' da difesa imprendibile, autonoma ed isolata dallo stesso castello. 
Dell'altra torre centrale non resta che il basamento utilizzato come supporto per la costruzione del campanile della Pieve.
La Torre dell’Ortazzo si trova a sud ovest della cinta del Castello degli Ezzelini, ha una forma tozza su pianta a base quadrata di 8,40 metri per lato e di 22,64 metri di altezza massima sulla faccia sud. Il nome con cui è conosciuta le deriva dal cortile che chiude a sud ovest: l’Ortazzo era il luogo di sepoltura dei morti annegati nel vicino fiume Brenta o dei sospetti suicidi. 
Il complesso consiste oggi di due recinti paralleli e concentrici intorno al colmo dell’altura, saldati a sud da una sola muraglia. La cinta più antica è quella esterna, mentre la cerchia interna ha molti elementi trecenteschi. Tra le due cinte murarie si snoda un camminamento di ronda da cui si possono ammirare bellissimi scorci panoramici. La fortificazione ha una forma quadrangolare e con muri alti da 7,50 a 13,50 metri circa: la struttura è realizzata con file alternate di mattoni e ciottoli raccolti direttamente dal poco distante fiume Brenta. I due lati est ed ovest sono liberi, mentre su quello sud sono addossati corpi di fabbrica con altezza prossima a quella della Mura storica mentre il lato più a nord si chiude con il fianco del Duomo: dell'antica Pieve di Santa Maria in Colle, documentata qui fin dal secolo X, restano poche strutture, l'attuale essendo il risultato di numerosi interventi, susseguitisi dal 1471, quando l'edificio venne interamente rifatto, fino alla fine del secolo scorso.
Grazie agli interventi approntati negli anni Novanta del secolo scorso la torre dell'Ortazzo, quella di Ser Ivano e il Corpo di Guardia che si trova all’ingresso del percorso delle mura sono oggi fruibili e ospitano mostre temporanee ed inoltre i balletti e le rappresentazioni teatrali della rassegna OperaEstate.

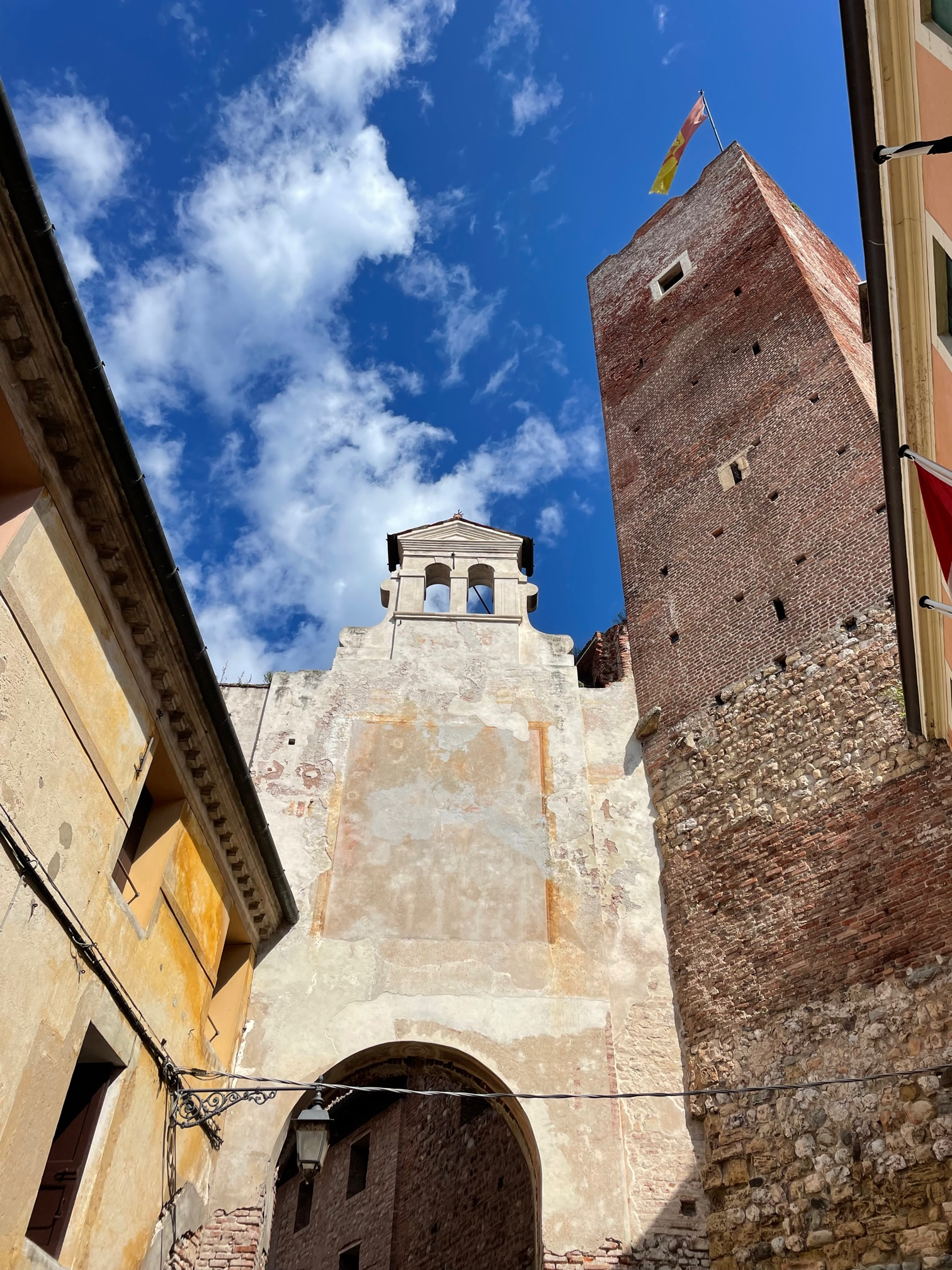
Entrata al Castello a lato della Torre di ser Ivano
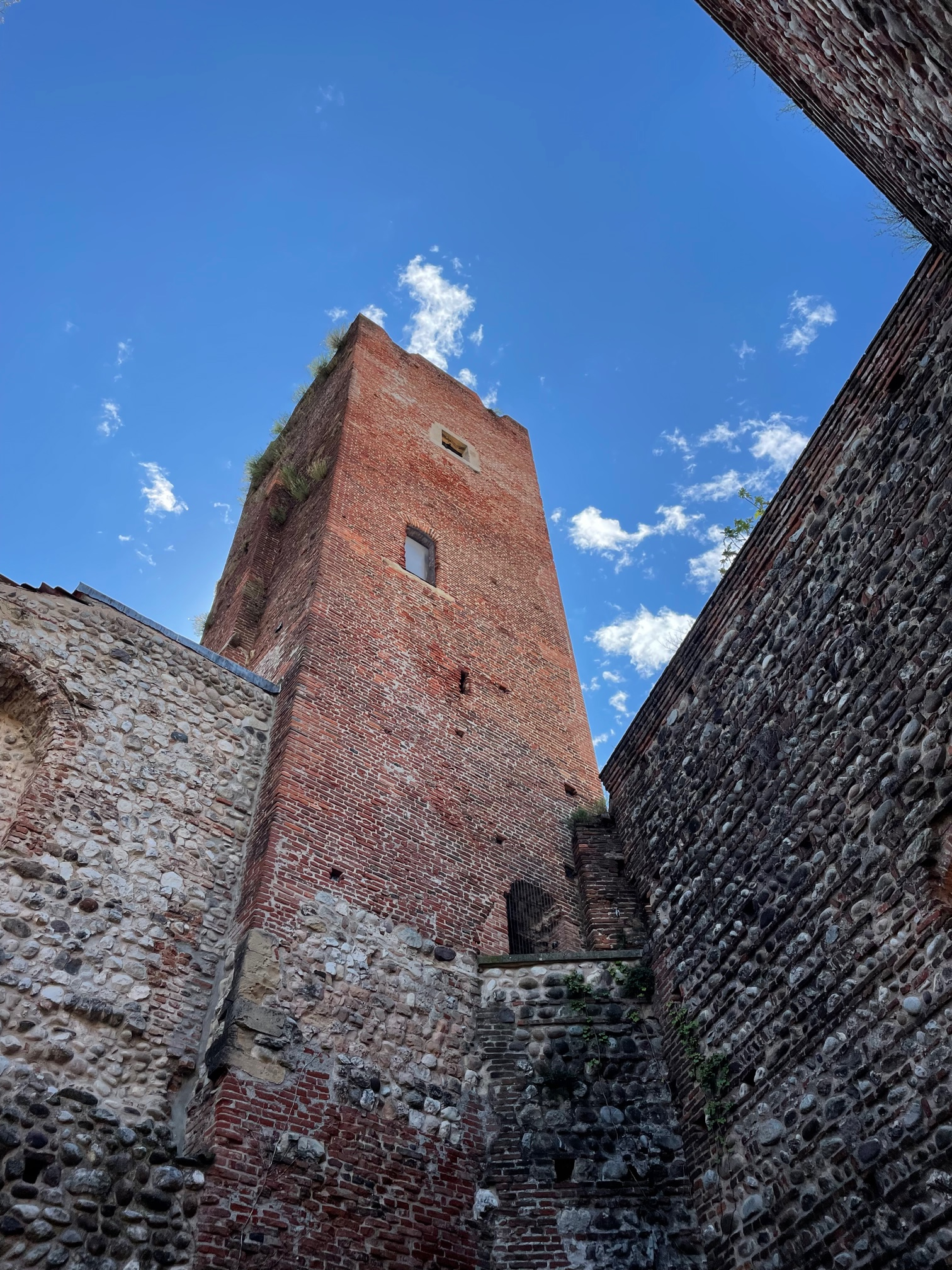
Torre di Ser Ivano
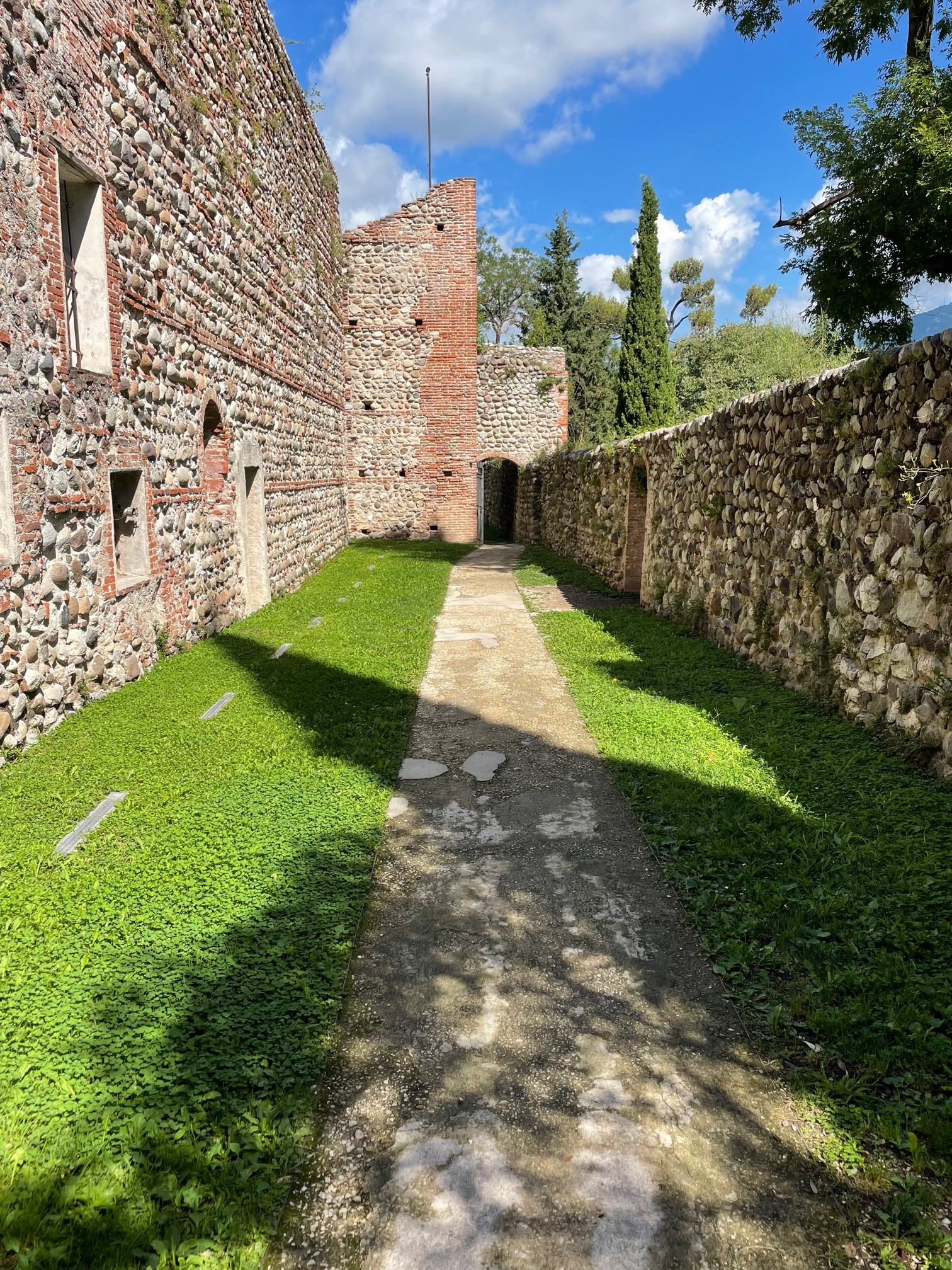
Camminamento fra le due mura del castello degli Ezzelini
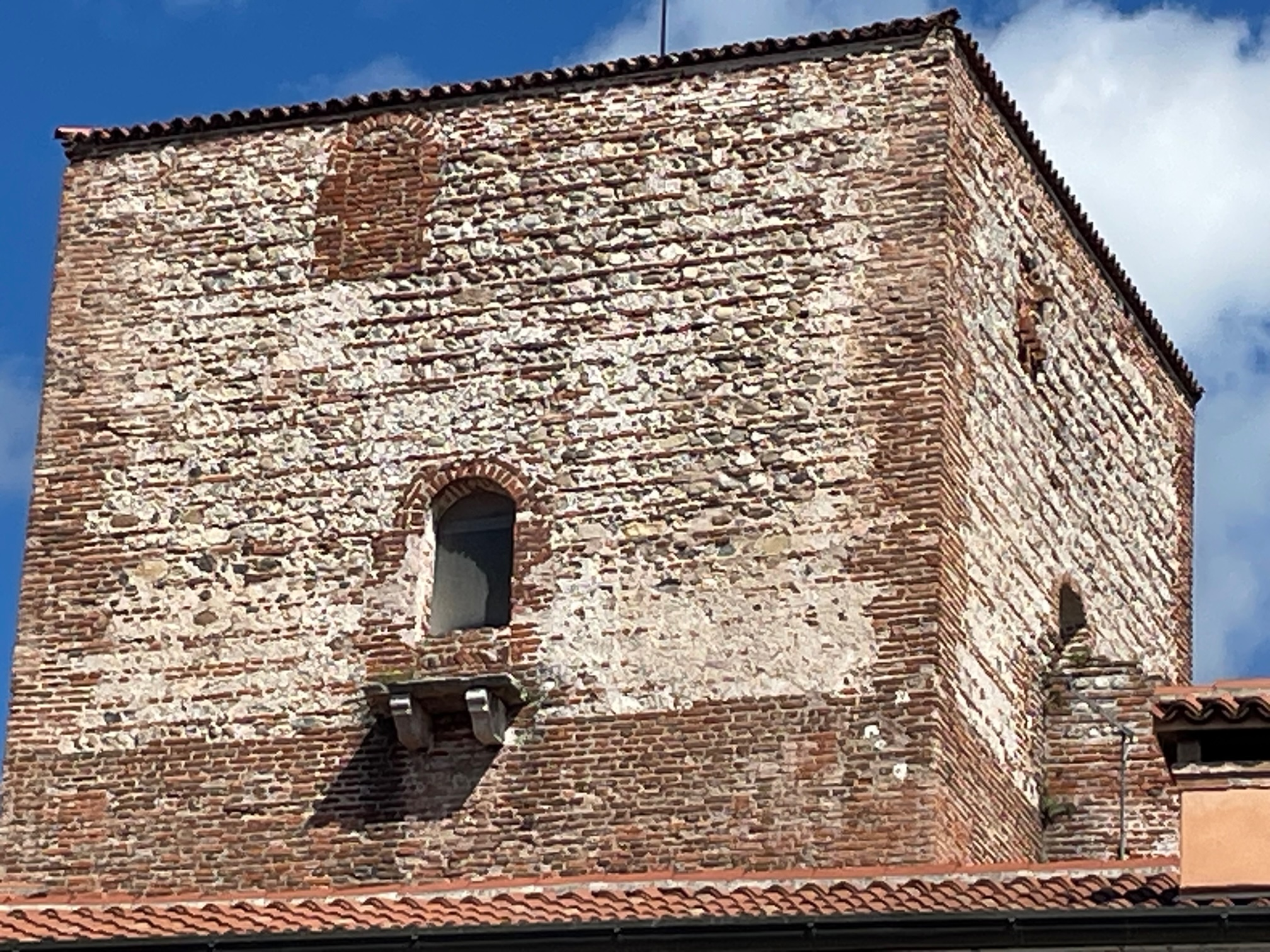
Parte superiore della Torre dell'Ortazzo
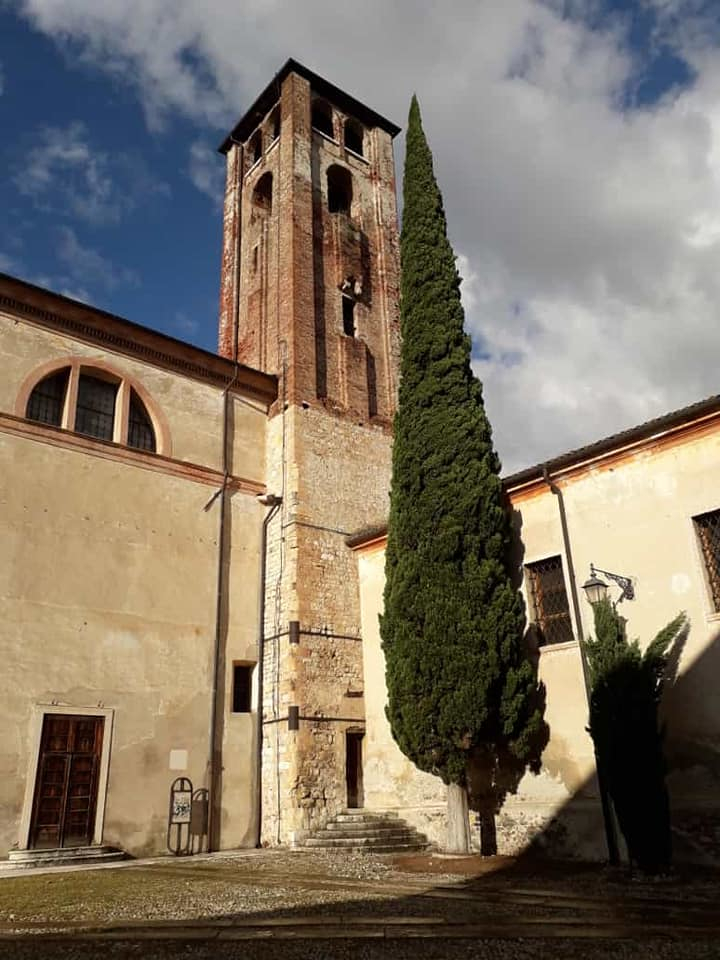
Torre centrale ora campanile del Duomo
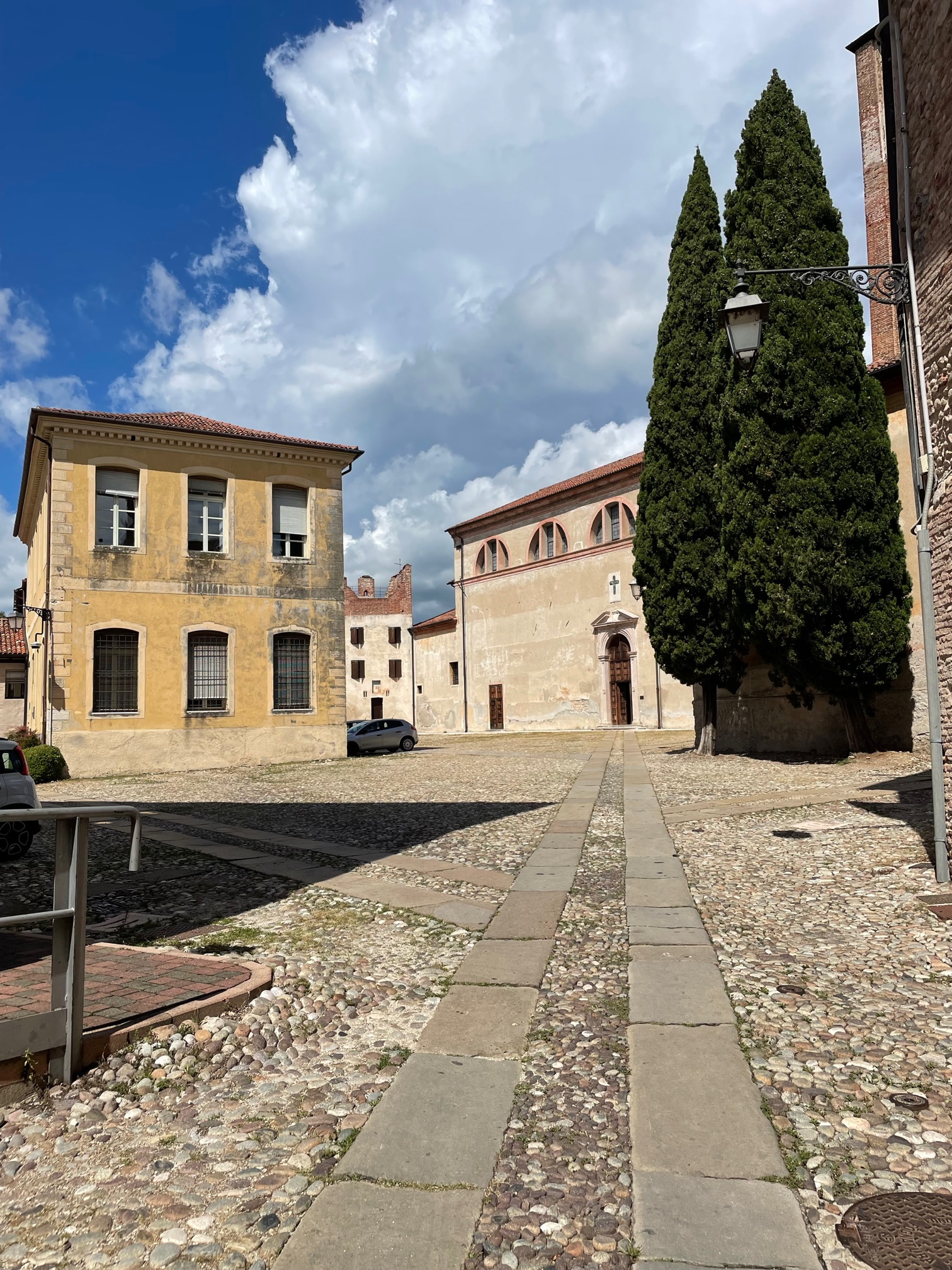
Piazzale interno al Castello